# Island Farm
Island Farm (officiellt Camp 198) var ett krigsfångeläger i utkanten av Bridgend i södra Wales. Bland dess fångar återfanns Gerd von Rundstedt, Erich von Manstein och Walther von Brauchitsch.